# 马克西米利安二世 (神圣罗马帝国)

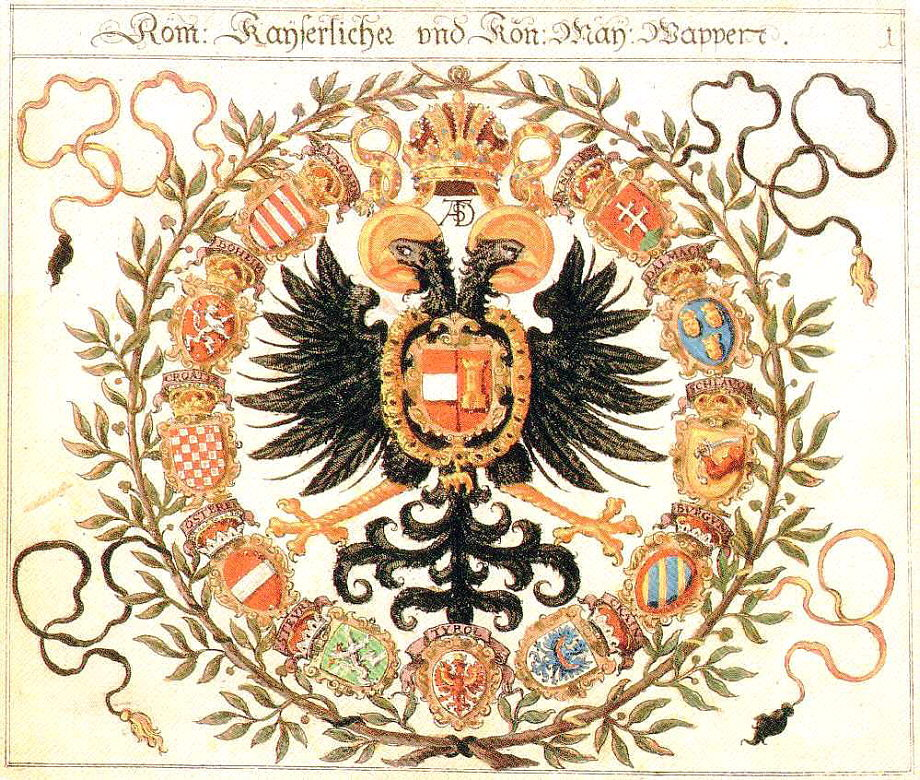
马克西米利安的纹章。纹章中央是双头帝国鹰，佩戴有奥地利和卡斯蒂利亚（马克西米利安的妻子是西班牙的玛丽亚）的纹章和金羊毛骑士团（马克西米利安是金羊毛骑士团的成员）的标志，鹰头戴有皇冠，是后来奥地利帝国皇冠的早期版本。鹰的周围一圈环绕着马克西米利安主要统治地区的纹章，顺时针方向依此为匈牙利、达尔马提亚、波斯尼亚、勃艮第、卡尼鄂拉、蒂罗尔、施蒂利亚、奥地利、克罗地亚、波希米亚和匈牙利（匈牙利有两枚纹章）。

马克西米利安二世（Maximilian II.，1527年7月31日—1576年10月12日）是哈布斯堡王朝的神圣罗马帝国皇帝（1564年—1576年在位）與匈牙利國王马克西米利安一世（ 1563年 — 1576年在位， 是唯一一位名叫马克西米利安的匈牙利国王）。
马克西米利安1527年出生在维也纳，父亲斐迪南一世是神圣罗马帝国皇帝（1556年—1564年在位），母亲安娜·雅蓋洛是波希米亚和匈牙利国王弗拉迪斯拉夫四世的女儿。1548年马克西米利安同神圣罗马帝国皇帝查理五世（1530年—1556年在位）的女儿玛丽亚结婚，查理五世同时也是马克西米利安父亲斐迪南一世的哥哥，即马克西米利安的伯父。
1548年至1550年马克西米利安摄政西班牙，1562年被选为波希米亚選侯（1564年—1576年在位）和德意志國王（1562年—1576年在位），1563年又繼承为匈牙利国王（1564年—1576年在位），1564年當選为神圣罗马帝国皇帝。他也曾试图當選波兰国王與立陶宛大公，但没有成功。
马克西米利安童年接受了良好的人文主义教育，对新教显示出特别的好感，但最终出于政治前途的考虑放弃了自己的信仰，公开宣布改宗天主教。但他因为反对查理五世，赢得了新教诸侯（Reichsfürsten）的好感。

## 早期
1544年，马克西米利安来到他伯父查理五世的布鲁塞尔皇宫，开始受到西班牙天主教的影响，跟随查理五世参加了1544年对法国的战争和1546年至1547年的施马尔卡尔登战争，这是查理五世与新教派诸侯的施马尔卡尔登联盟之间的一场战争，查理五世为了捍卫天主教的利益，极力阻止对新教的认可。随后马克西米利安开始参与帝国的管理事务。
1548年，马克西米利安同自己的堂妹、查理五世的女儿玛丽亚结婚。同年开始作为帝国的代表摄政西班牙，直至1550年12月返回德意志，参与帝国继承权的讨论。

## 继承权问题
在此前的1531年，德意志选侯已经选举查理五世的弟弟斐迪南（也就是马克西米利安的父亲）为“罗马人民的国王”，使他成为查理五世皇位的继承者。查理五世在1550年提出希望他的儿子腓力（后来的西班牙国王腓力二世）继承他的皇位，但这一建议受到马克西米利安的反对。双方达成了一项协议，仍由斐迪南接替查理五世，腓力将继承斐迪南，但是在腓力接任皇帝后，马克西米利安将作为罗马人民的国王统治德意志。这项安排最终并没有实施，但由于查理五世在继承权问题上的固执表现，哈布斯堡家族两个分支之间原本和谐的关系遭到了严重的破坏了。马克西米利安对查理五世的举动也耿耿于怀，逐渐开始反对查理五世。
与此同时，马克西米利安将府邸搬到了维也纳，并投身于对奥地利的管理，以抵御土耳其人。

## 同情新教
马克西米利安是哈布斯堡王朝中唯一一位与舊教保持距离國王與皇帝，究其原因可能是受到他早期教育的影响，他曾师从于马丁·路德的学生沃尔夫冈·席弗尔（Wolfgang Schiefer），一直到1538年。受到良好教育的马克西米利安是维也纳人文主义的坚定拥护者，他同新教派诸侯联系频繁。在维也纳期间，他还和路德新教传道士塞巴斯蒂安·普福泽（Sebastian Pfauser）关系密切。马克西米利安在宗教信仰上的态度引起了父亲斐迪南的担忧，他害怕马克西米利安最终会彻底放弃天主教。
加之马克西米利安与查理五世因为先前继承权矛盾所形成的对立，使得他与新教派诸侯，以及不满查理五世的天主教派诸侯结成了政治联盟。1552年的诸侯叛乱后，马克西米利安曾在萨克森選侯莫里茨与查理五世之间斡旋。
马克西米利安二世对于帝国中立和和平的政策，使得帝国内罗马天主教和新教的争斗在第一次宗教改革后获得了短暂的停息。但他对新教的同情引起了他叔父查理五世和他父亲斐迪南一世越来越大的不信任，并威胁到了他的继任。斐迪南在1558年成为皇帝后，教皇保罗四世威胁斐迪南一世，如果他选一位支持新教的皇位继承人，教皇将不承认他的皇帝地位，这引起了哈布斯堡家族内部的矛盾。家族对马克西米利安的压力越来越大，而与此同时，新教派诸侯却没有向马克西米利安发出支援的信号，马克西米利安最终妥协，在1560年对外宣布自己信仰天主教，同意流放塞巴斯蒂安·普福泽，并开始参加天主教的宗教活动。

## 中立和平政策
1562年马克西米利安被选为罗马人民的国王，同年继任，他向天主教派选侯表明了自己对天主教的忠诚，同时又向新教派选侯保证，在成为皇帝后会公开表示接受新教。在他宣誓效忠天主教后，他的地位得到了教皇的认可。1563年马克西米利安又被选为匈牙利国王，1564年父亲斐迪南一世去世后，加冕为神圣罗马帝国皇帝，同时上任波希米亚国王和匈牙利国王。从哈布斯堡家族他只继承了下奥地利、波希米亚和匈牙利西部，其他领地分给了他的兄弟卡爾二世大公和斐迪南二世大公。
刚刚加冕的马克西米利安相信，彻底的宗教改革是必须的，他有意准许神职人员结婚，但并没有获得教皇庇护五世的同意。在1566年3月的奥格斯堡帝国议会上，人们普遍预计马克西米利安会站在新教派的一边，但他却拒绝了新教派诸侯提出的要求，虽然广泛讨论了日益严重的宗派主义，但却没有采取真正的压制措施。这次会议的唯一一个结果是支持并援助再次爆发了的土耳其战争。集结了大规模的军队后，马克西米利安出兵保卫疆土，德土兩國展開了規模頗大的西蓋特瓦爾戰役。雙方的主力未及决战，敵方年邁的蘇里曼大帝卻在1566年9月病逝。帝國軍此時遭受瘟疫的折磨，戰力大減，加上馬克西米利安並非優秀的統帥，因此戰役仍由土耳其軍獲勝；但土軍因蘇丹病逝，兩方于1568年休战，帝国继续向土耳其苏丹进贡（新任蘇丹為蘇里曼之子塞利姆二世，綽號「酒鬼」），以换取哈布斯堡王朝控制下的匈牙利王国西部和北部的和平。马克西米利安1568年再次试图说服新教和天主教言和，以失败告终。在奥地利，他给予新教派贵族以宗教信仰自由，不惜拒绝接受天主教大公会议通过的法令。
与此同时，腓力二世的儿子的去世，使得马克西米利安或者他的儿子有可能继承西班牙的王位。马克西米利安同腓力二世的关系因此所缓和改善，马克西米利安也越来越谨慎处理宗教事务。1570年马克西米利安将女儿安娜嫁给了腓力二世，成为他的第四个妻子。
1570年在施派尔举行的帝国议会上，新教派的宗教诉求仍旧没有得到满足，容忍的政策并没有给奥地利带来和平。马克西米利安请求各诸侯帮助帝国加强东部防御，并削减由于外族军队途经德意志而产生的混乱，但是与会者并不愿意强固帝国的疆域，新教派诸侯反而将其看作是要阻止他们得到有着相同信仰的法兰西和尼德兰的帮助。会议并没有促成实质性的进展，马克西米利安只赢得了一小部分愿意保卫奥地利的援助。马克西米利安的力量毕竟是非常有限的，而当1571年前后教皇庇护五世要求他出兵攻打土耳其时，虽然并非出于他的自愿，他却无法置身事外。帝国在东北欧的疆土受到威胁时，马克西米利安仍旧保持克制。
马克西米利安曾参选波兰国王失败，先是他的儿子恩斯特（Ernst）在1573年输给了法国瓦卢瓦王朝的亨利三世，随后1575年马克西米利安自己又输给了斯特凡·巴托里。
1576年10月12日马克西米利安在雷根斯堡去世，临终时拒绝接受天主教的最后一次圣礼，以此表明他的个人真实信仰，是受到路德新教的深刻影响的。马克西米利安和妻子玛丽亚生有9个儿子和6个女儿，其中鲁道夫二世和马蒂亚斯后来都成为了神圣罗马帝国皇帝，女儿伊丽莎白嫁给了瓦卢瓦王朝的法国国王查理九世。

## 家庭

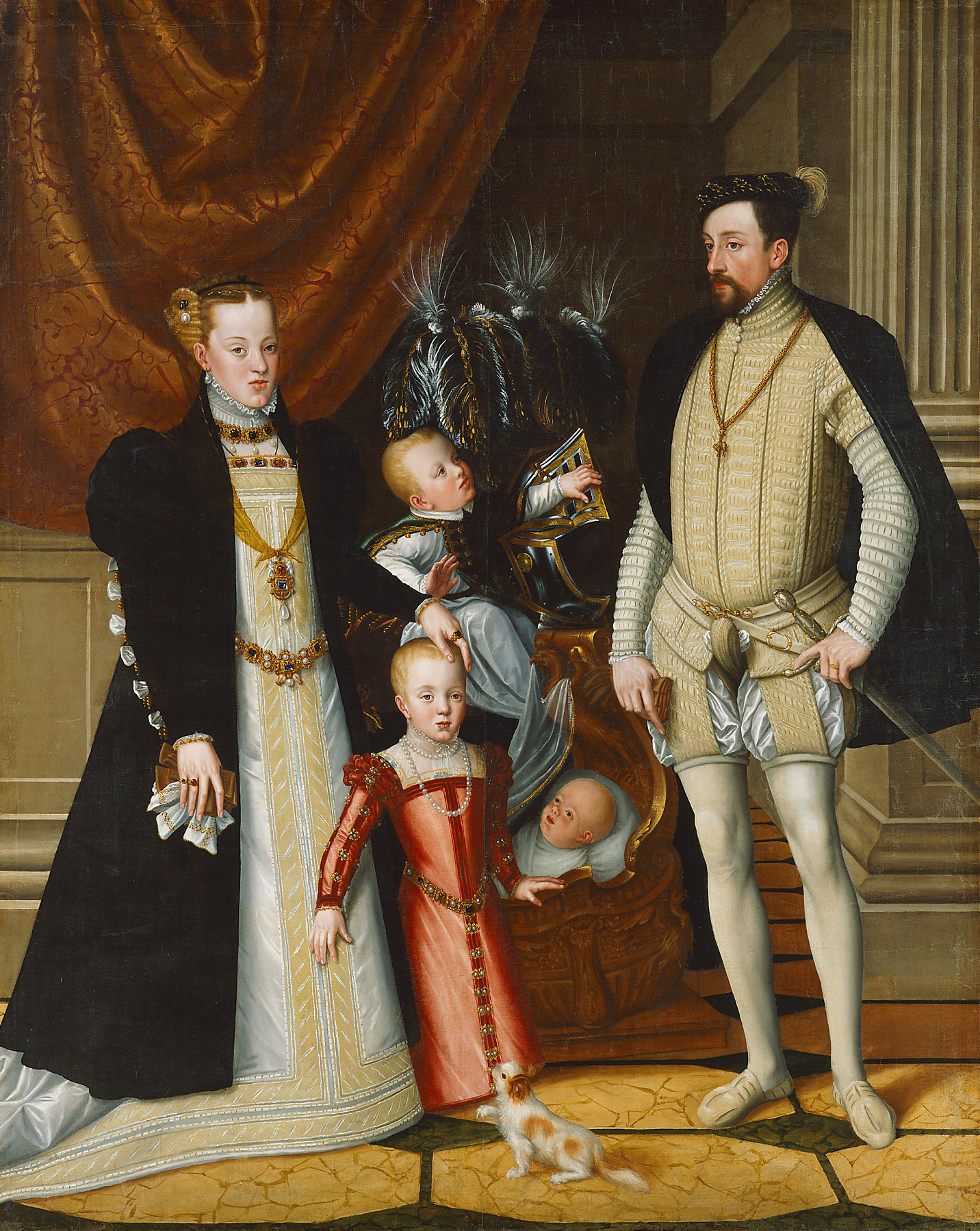
约1553年时的马克西米利安二世、妻子玛丽亚和三个最大的孩子（4岁的安娜、1岁的鲁道夫和婴儿恩斯特）

1548年9月13日马克西米利安与玛丽亚结婚，玛丽亚是查理五世和葡萄牙的伊莎贝拉的女儿。马克西米利安与玛丽亚共有16个孩子：
1. 安娜（1549年11月1日—1580年10月26日），嫁给西班牙国王費利佩二世，是西班牙国王費利佩三世的母亲。
2. 斐迪南（1551年3月28日—1552年6月25日），夭折。
3. 鲁道夫二世（1552年7月18日—1612年1月20日），神圣罗马皇帝。
4. 恩斯特（1553年7月15日—1595年2月12日），曾任西屬尼德蘭總督。
5. 伊莉莎白（1554年6月5日—1592年1月22日），嫁给法国国王查理九世。
6. 奥地利的玛丽（1555年7月27日—1556年6月25日），夭折。
7. 马蒂亚斯（1557年2月24日—1619年3月20日），神圣罗马皇帝。
8. 死产儿（1557年10月20日）
9. 马克西米利安三世（1558年10月12日—1618年11月2日），奥地利大公，条顿骑士团的團長，普鲁士的统治者。
10. 阿尔布雷希特七世（1559年11月15日—1621年7月13日），奥地利大公，哈布斯堡王朝在荷兰的统治者。
11. 文策爾（1561年3月9日—1578年9月22日），早逝。
12. 腓特烈（1562年6月21日—1563年1月16日），夭折。
13. 玛丽（1564年2月19日—1564年3月26日），夭折。
14. 卡尔（1565年9月26日—1566年5月23日），夭折。
15. 瑪格麗塔（1567年1月25日—1633年7月5日），修女。
16. 艾蕾諾爾（1568年11月4日—1580年3月12日），早逝。

## 祖先
| 马克西米利安二世 | 父亲: 斐迪南一世                 | 祖父: 腓力一世           | 曾祖父: 马克西米利安一世              |
| 马克西米利安二世 | 父亲: 斐迪南一世                 | 祖父: 腓力一世           | 曾祖母: 勃艮第的玛丽                  |
| 马克西米利安二世 | 父亲: 斐迪南一世                 | 祖母: 胡安娜             | 外曾祖父: 斐迪南二世                  |
| 马克西米利安二世 | 父亲: 斐迪南一世                 | 祖母: 胡安娜             | 外曾祖母: 伊莎贝拉一世                |
| 马克西米利安二世 | 母亲: 匈牙利与波希米亚王国的安娜 | 外祖父: 弗拉迪斯拉夫四世 | 外祖父之父: 卡齐米日四世              |
| 马克西米利安二世 | 母亲: 匈牙利与波希米亚王国的安娜 | 外祖父: 弗拉迪斯拉夫四世 | 外祖父之母: 奥地利皇后伊丽莎白        |
| 马克西米利安二世 | 母亲: 匈牙利与波希米亚王国的安娜 | 外祖母: 安妮·德·富瓦     | 外祖母之父: 加斯东二世·德·富瓦-坎代爾 |
| 马克西米利安二世 | 母亲: 匈牙利与波希米亚王国的安娜 | 外祖母: 安妮·德·富瓦     | 外祖母之母: 凱瑟琳琳·德·富瓦          |

## 头衔
- 拉丁文： Maximiliano II, Gratia Dei creavit Romanus imperator, aeterna Augusti, rex Romani populus, Hungaria, Bohemia, Dal Martinium, Slovenia Rex Regis, Bulangt: Kranenis, Luxemburgum, Dux Sili, Domine Boolean, Moravia Fan, Luxitia Fan, Habsburg, Tirore, Marcus, Gorizia, Alsat et Alia Comites.

- 中文：马克西米利安二世，蒙上帝恩典，當選的羅馬皇帝，永远的奥古斯都，罗马人民的国王、匈牙利、波西米亚、达尔马提亚、克罗地亚、斯洛文尼亚国王、下奥地利大公、勃艮第、布拉班特、施蒂里亚、克拉尼斯、卢森堡、西里西亚公爵、布尔高领主、摩拉维亚與卢萨蒂亚藩侯、哈布斯堡、蒂罗尔、费雷特、戈里齐亚、阿尔萨斯等领地伯爵。'

### 君主頭銜
| 马克西米利安二世 (神圣罗马帝国) 哈布斯堡王朝出生于：7月31日1527年逝世於：10月12日1576年 | 马克西米利安二世 (神圣罗马帝国) 哈布斯堡王朝出生于：7月31日1527年逝世於：10月12日1576年   | 马克西米利安二世 (神圣罗马帝国) 哈布斯堡王朝出生于：7月31日1527年逝世於：10月12日1576年 |
| 統治者頭銜                                                                              | 統治者頭銜                                                                                | 統治者頭銜                                                                              |
| --------------------------------------------------------------------------------------- | ----------------------------------------------------------------------------------------- | --------------------------------------------------------------------------------------- |
| 前任者： 斐迪南一世                                                                     | 羅馬人的國王 德意志國王 波西米亞國王 1562年–1576年 與斐迪南一世同時在任 （1562年–1564年） | 繼任者： 魯道夫二世                                                                     |
| 前任者： 斐迪南一世                                                                     | 匈牙利國王和克羅地亞國王 1563年–1576年 與斐迪南一世同時在任 （1563年–1564年）             | 繼任者： 魯道夫二世                                                                     |
| 前任者： 斐迪南一世                                                                     | 神圣罗马帝國皇帝 奧地利大公 1564年–1576年                                                 | 繼任者： 魯道夫二世                                                                     |